# 玉名市立滑石小学校
玉名市立滑石小学校（たまなしりつ なめいししょうがっこう）は、熊本県玉名市滑石にある公立小学校。1年1万冊の読書活動を行なっている。

## 概要
歴史
1877年（明治10年）に創立した「万松館小学校」として創立。現校名となったのは1954年（昭和29年）。2022年（令和4年）には創立145年を迎えた。
学校教育目標
「ふるさとを大切にし、たくましく生きる力を身に付けた滑石っ子の育成
～互いに認め合い、笑顔あふれる滑石小～」
校章
桜の花弁を背景にして、中央に校名である「滑石」の文字（縦書き）を配している。
校歌
通学区域
玉名市のうち「小浜、上、下、清松、小路、共和、晒、塩浜」。中学校区は玉名市立玉名中学校。

## 沿革
前史
- 1871年（明治4年） -「家塾自明堂」、「野口塾」が創立。
- 1873年（明治6年） - 自明堂と野口塾が合併の上、「復性南堂」が創立。「復性北堂」が創立。

正史
- 1877年（明治10年）- 復性南堂と復性北堂が統合の上、「万松館小学校」が創立。
- 1881年（明治14年）- 小浜小学校が小路分校、大分小学校、新村分校を統合。
- 1884年（明治17年）- 万松館小学校と小浜小学校が統合の上、「公立滑石小学校」が開校。
- 1887年（明治20年）- 小学校令施行により、簡易科（3年制）を併置の上、「滑石小学簡易科教場」（簡易滑石小学校）に改称。簡易科小浜分教場を設置。
- 1889年（明治22年）4月1日 - 町村制施行により、玉名郡3村（築地・中尾・山田）が合併の上、「築山村」が発足。
- 1890年（明治23年）- 尋常科を設置の上、「尋常滑石小学校」（4年制）に改称。
- 1891年（明治24年）- 簡易科小浜分教場を廃止。
- 1892年（明治25年）-「滑石尋常小学校」に改称。
- 1893年（明治26年）- 補習科を設置。
- 1902年（明治35年）- 高等科（2年制）を併置の上、「滑石尋常高等小学校」に改称。
- 1903年（明治36年）- 農業補習学校を併置。
- 1906年（明治39年）- 高等科を4年制とする（高等科3・4年を新設）。補習科を廃止。
- 1908年（明治41年）4月 - 改正小学校令により、尋常科（義務教育年限）が4年制から6年制に改められる。従来の尋常科4年・高等科4年を「尋常科6年・高等科2年」に改める。
- 1935年（昭和10年）- 現在地に校舎が完成。
- 1937年（昭和12年）- 講堂が完成。
- 1941年（昭和16年）4月1日 - 国民学校令施行により、「玉名郡滑石村滑石国民学校」に改称。尋常科を初等科に改める。
- 1945年（昭和20年）5月 - 戦争激化により、分散授業を開始。
- 1947年（昭和22年）4月1日 - 学制改革が行われる（六・三制の実施）。
  - 国民学校初等科は、新制小学校「滑石村立滑石小学校」に改組・改称。
  - 国民学校高等科は青年学校普通科とともに、新制中学校「滑石村立滑石中学校」に改組・改称。
- 1951年（昭和26年）4月1日 - 滑石村立滑石中学校が廃止される。滑石地区の生徒は「高道村鍋村滑石村中学校組合立[2] 岱陽中学校」（高道村）に通学することとなる。
- 1954年（昭和29年）4月1日 - 玉名市の発足により、「玉名市立滑石小学校」（現校名）に改称。
- 1955年（昭和30年）- 学校給食を開始。
- 1958年（昭和36年）- 特殊学級を設置。
- 1963年（昭和38年）- 中校舎が完成。
- 1965年（昭和40年）- プールが完成。
- 1966年（昭和41年）- 運動場を整備。
- 1967年（昭和42年）- 給食調理を玉名市第2給食センターに統合。
- 1971年（昭和46年）
  - 4月1日 - 玉名市と岱明町が中学校組合を解消。築山地区の生徒は「玉名市立玉名中学校岱陽分室」に通学することとなる。
  - この年 - 北校舎が完成。
- 1973年（昭和48年）- 特別教室が完成。玉名市立玉名中学校統合新校舎の完成により、滑石地区の生徒は玉名中学校へ通学することとなる。
- 1974年（昭和49年）- 体育館が完成。
- 1975年（昭和50年）- 交通公園が完成。
- 1976年（昭和51年）- 創立100周年記念式典を挙行。
- 2001年（平成13年）- 図工室を解体し、ふれ合い館を新設。
- 2002年（平成14年）4月 - 特殊学級を新設。学校評議員制度が発足。いきいきルームが完成。
- 2003年（平成15年）- 少人数指導を全学年で開始。
- 2004年（平成16年）- 体育館の全面改修を実施。会議室を第二図書館（すすかぜ館）へ改修。
- 2007年（平成19年）4月 - 2学期制を開始。
- 2012年（平成24年）2月 - すずかぜ館跡地に特別教室棟が完成。北校舎を改修。

## クラブ活動
運動部
- サッカー部
- 野球部
- バレーボール部
- バドミントン部

## 交通アクセス
最寄りの幹線道路
- 国道501号

## 学校周辺
- 滑石保育園
- 滑石郵便局
- JAたまな玉名支所
- 滑石漁業協同組合
- 境川
- 菊池川